# کونگویچی
کونگویچی (به صربی: Konjevići) یک منطقهٔ مسکونی در صربستان است که در چاچاک واقع شده‌است. کونگویچی ۴٫۵۹ کیلومتر مربع مساحت و ۸۵۹ نفر جمعیت دارد و ۲۱۸ متر بالاتر از سطح دریا واقع شده‌است.